# Lars Findler
Lars Findler (* 20. Februar 1970 in Volkmarsen) ist ein ehemaliger deutscher Fußballspieler.

## Karriere
In der Jugend spielte Lars Findler beim VfR Volkmarsen und fiel größeren Vereinen durch seine Technik, Schnelligkeit und Torgefährlichkeit auf. 1984 wechselte er zur B-Jugend des KSV Hessen Kassel und schoss auch diese regelmäßig zur Meisterschaft. 1987, bereits im zweiten A-Jugend-Jahr und mit erst 17 Jahren, rückte er aufgrund seiner Leistungen in die Profimannschaft des KSV Hessen Kassel mit ihrem Trainer Franz Brungs auf und kam zu ersten Einsätzen. 1989/90 stieg Findler mit seinem Team in die 2. Bundesliga auf. Am 28. September 1989 gab er sein Bundesligadebüt unter dem Trainer Lorenz-Günther Köstner. Am 14. November 1989 schoss er sein einziges Bundesligator gegen die SpVgg Unterhaching. Danach folgten bis April 1990 regelmäßige Einsätze, unter anderem gegen Hertha BSC, in der Startmannschaft des Profiteams, ehe er verletzungsbedingt mehrere Monate pausierte. Kapitän der Mannschaft war in dieser Zeit Dieter Hecking, zu dem Lars Findler ein freundschaftliches Verhältnis pflegte.
1991 wechselte er zum Oberligateam des SC Willingen in die 3. Liga und danach zur SpVg Brakel in die Oberliga Westfalen. 1994 entschied Findler, seine Prioritäten zu verlagern, und begann ein Maschinenbau-Studium in Paderborn, welches er im Jahr 2001 abschloss. Das Studium beinhaltete auch ein Auslandssemester in England, dem ein Studium für Betriebswirtschaft in Schweden folgte. Auch in dieser Zeit schloss er sich den ausländischen ortsansässigen Mannschaften an. Während seiner Zeit bei RW Erlinghausen wurde er vom damaligen Manager des Vereins, Aki Watzke, heute Geschäftsführer Borussia Dortmund, zu drei Spielen aus England eingeflogen.
Seit Mai 2016 trainiert er die U-10-Mannschaft beim KSV Hessen Kassel.